# 安赫莱斯·阿马多尔
安赫莱斯·阿马多尔·米连（西班牙語：Ángeles Amador Millán，1949年10月10日—），女，马德里人，西班牙工人社会党党员。1993年至1994年担任西班牙卫生与消费大臣。

## 生平
毕业于马德里康普顿斯大学法学专业。1986年至1991年在西班牙政府公共工程和城市规划部担任高级秘书。后调至卫生部，担任格里尼安的副手。1993年6月在冈萨雷斯内阁中出任卫生与消费大臣，是继1936年费德丽卡·蒙塞尼之后首次担任该职位的女性。2005年5月至2017年2月是西班牙电网公司董事会成员。她的丈夫哈维尔·布斯廷杜伊是知名的铁道工程师。她的儿子巴勃罗·布斯廷杜伊是“我們能”政党党员，眾議院议员。